# Berlin Calling
Berlin Calling è un film tedesco del 2008 diretto da Hannes Stöhr.

## Trama
Martin, in arte DJ Ickarus, è un compositore di musica elettronica che dopo aver raggiunto la fama internazionale grazie al tour mondiale da cui è appena tornato, si ritrova a dover affrontare una crisi personale e artistica proprio nel momento in cui deve essere lanciato il suo nuovo album. All'improvviso calo di ispirazione artistica si uniscono le forti pressioni esercitate dalla casa discografica con cui Martin ha il contratto e il sempre più frequente ricorso a sostanze stupefacenti.
Caduto ormai in depressione, in poco tempo Martin si fa sopraffare dalle droghe, perdendo il contratto con la sua produttrice musicale, la fidanzata Mathilde e anche il lume della ragione. La goccia che fa traboccare il vaso è una pasticca di ecstasy tagliata male che Martin assume a una festa: finisce ricoverato in una clinica specializzata nel recupero di soggetti con problemi psichiatrici legati all'abuso di sostanze stupefacenti, gestita dalla dottoressa Petra Paul. Martin è ormai un soggetto con problemi di schizofrenia e allucinazioni e senza fidanzata, amici né certezze; gli rimane solo una cosa: la musica.
Dopo un iniziale periodo di ribellione Martin accetta di farsi curare dalla dottoressa Paul e, ottenuto il permesso di poter lavorare al nuovo album direttamente nella stanza della clinica grazie al computer, si butta anima e corpo nella composizione del suo nuovo album che, nonostante la debilitazione provocata dai forti farmaci che gli sono stati prescritti, è un grande successo. Berlin Calling, il titolo del suo nuovo album, entusiasma Martin ormai disintossicato, la fidanzata e la casa discografica, permettendo a Dj Ickarus di resuscitare.

## Curiosità
Il club dove viene presentato il cd Berlin Calling è il Maria am Ostbahnhof, storico locale berlinese. Tra i luoghi di Berlino riconoscibili si possono apprezzare la East Side Gallery, proprio nei pressi della Ostbahnhof, la stazione di Warschauer Straße e la stazione della metropolitana di Alexanderplatz.

## Colonna sonora
La colonna sonora del film è stata realizzata da Paul Kalkbrenner e prodotta dalla B-Pitch Control nel 2008.
1. Aaron – 6:00
2. Queer Fellow – 4:16
3. Azure – 6:11
4. Sky and Sand – 3:59
5. Square 1 – 6:43
6. Altes Kamuffel (Special Berlin Calling Edit) – 4:35
7. Torted – 5:29
8. Moob – 3:38
9. Mango (di Sascha Funke) – 4:32
10. Atzepeng (Special Berlin Calling Edit) – 3:58
11. Castenets (Special Berlin Calling Edit) – 5:03
12. Revolte – 2:40
13. Bengang – 5:37
14. Peet – 3:33
15. Absynthe – 5:37
16. Gebrünn Gebrünn (Special Berlin Calling Edits) – 7:14
17. Train – 2:48

## Distribuzione
Il film è uscito in Italia al cinema nel novembre 2009, ed è disponibile in DVD dal 10 febbraio 2010.